# Etorfin

Strukturformel för etorfin.

Etorfin, summaformel C25H33NO4, är ett morfinderivat som patenterades 1962. Preparatet används huvudsakligen inom veterinärmedicinen för att bedöva stora djur, och kallas därför också för "elefantmorfin". Det utvecklades från morfin med tanken att behålla morfinets smärtstillande egenskaper men bli av med den beroendeframkallande effekten.
Etorfin är en opioidagonist som binder till my-, delta-, och kappareceptorer.
Etorfin är narkotikaklassat och ingår i förteckningarna N I och N IV i 1961 års allmänna narkotikakonvention, samt i förteckning II i Sverige.